# Turbo petholatus
Turbo petholatus är en snäckart som beskrevs av Carl von Linné 1758. Turbo petholatus ingår i släktet Turbo och familjen turbinsnäckor. Inga underarter finns listade i Catalogue of Life.

## Källor

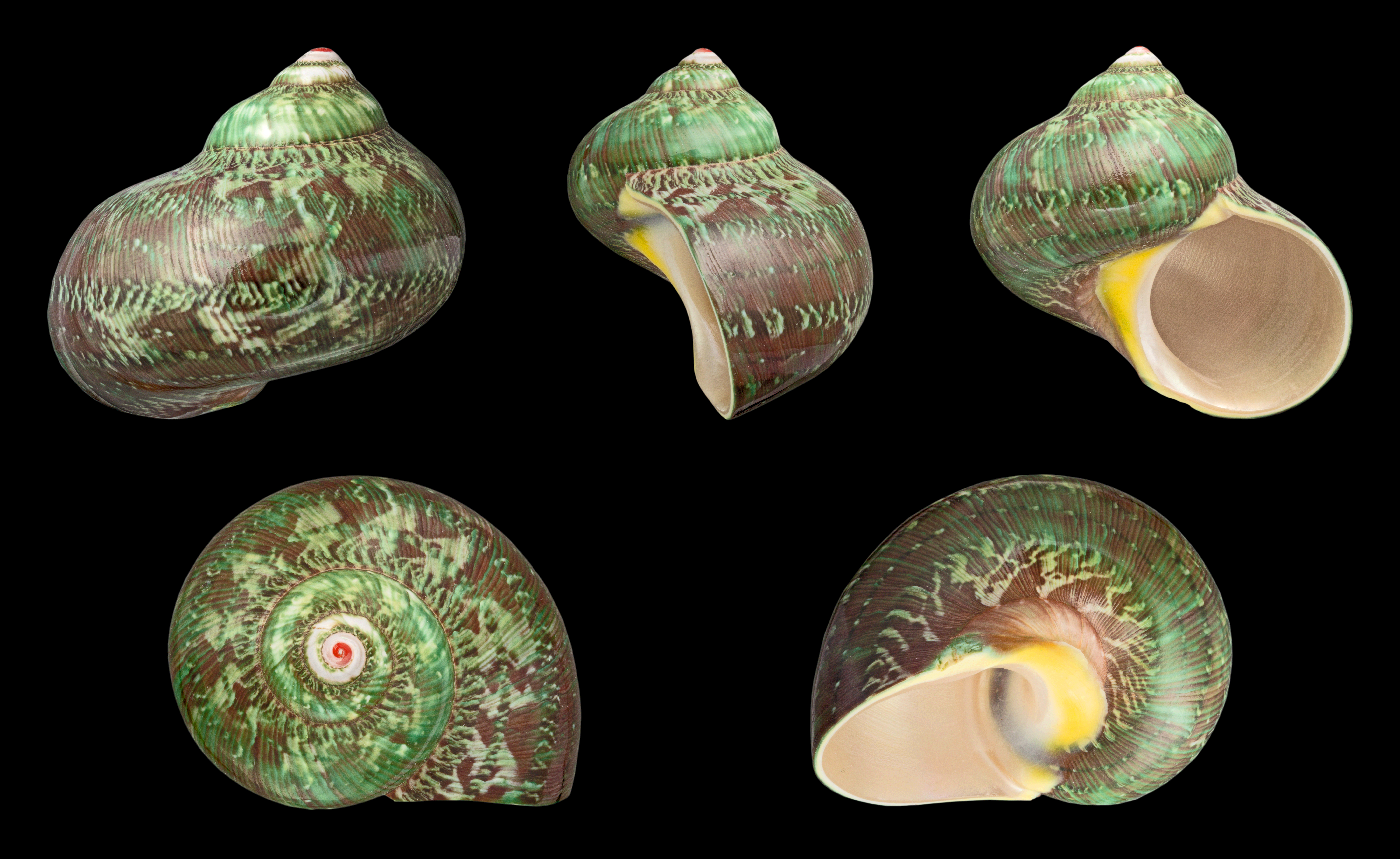
Gröna form

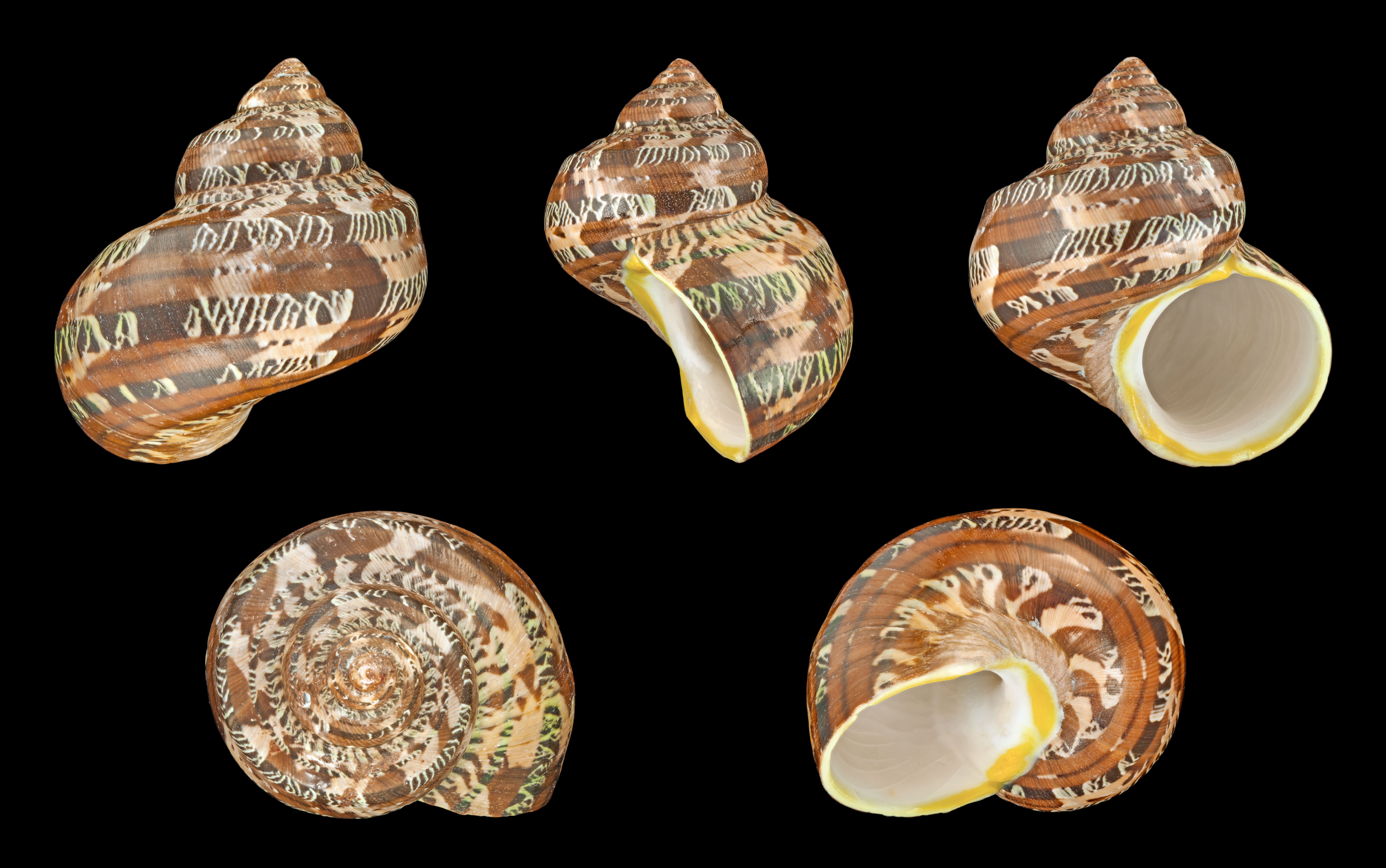
Brun form